# سام مايرز
سام مايرز (بالإنجليزية: Sam Myers)‏ هو موسيقي أمريكي، ولد في 19 فبراير 1936 في لاوريل في الولايات المتحدة، وتوفي في 17 يوليو 2006 في دالاس في الولايات المتحدة بسبب سرطان المريء.

## وصلات خارجية
- سام مايرز على موقع ميوزك برينز (الإنجليزية)
- سام مايرز على موقع أول ميوزيك (الإنجليزية)
- سام مايرز على موقع ديسكوغز (الإنجليزية)